# Uhlstädt
Uhlstädt ist ein Ortsteil der Gemeinde Uhlstädt-Kirchhasel im Landkreis Saalfeld-Rudolstadt in Thüringen.

## Lage
Uhlstädt liegt im Norden des Gemeindegebietes im Tal der Saale. Südwestliche Nachbarortsteile sind Weißen und Etzelbach; nordöstlich schließen sich Zeutsch, Niederkrossen und Orlamünde an. Die Bundesstraße 88 und die Bahnstrecke Saalfeld–Weißenfels mit einem Haltepunkt in Uhlstädt führen durch das Saaletal. Nördlich begrenzen Anhöhen zur Saale-Ilm-Platte und südlich die zum Orlatal die Aue.

## Geschichte
Im Jahre 1083 bis 16. Februar 1084 wurde Uhlstädt erstmals urkundlich erwähnt. 1922 wurden Kleinkrossen, Oberkrossen und Rückersdorf in die Gemeinde Uhlstädt eingemeindet. Am 1. Dezember 1972 kam Partschefeld hinzu. Am 1. Juli 2002 wurde die Verwaltungsgemeinschaft Uhlstädt mit der Gemeinde Kirchhasel zur Gemeinde Uhlstädt-Kirchhasel zusammengeschlossen, wodurch Uhlstädt seitdem ein Ortsteil dieser ist.

## Sehenswürdigkeiten
- Dorfkirche
- Kienberghaus

## Wappen
Das Wappen wurde vom Heraldiker Frank Diemar gestaltet und am 18. Juni 1993 genehmigt.
Blasonierung: „In Grün über einem silbernen, mit fünf grünen Lilien belegten, Schildfuß eine herschauende silberne Eule mit ausgebreiteten Flügeln.“

## Wirtschaft
Der Ort ist überwiegend landwirtschaftlich geprägt. Es gab im Ort eine Porzellanfabrik, die nach der Wende die Produktion einstellte. Neben einzelnen Gewerbebetrieben hat der Tourismus, insbesondere das Wasserwandern auf der Saale Bedeutung.

## Verkehr
Uhlstädt verfügt über einen Haltepunkt an der Großheringen–Saalfeld.

## Persönlichkeiten
- Anton Ludwig von Schwartzenfels (1678–1725), Geheimer Rat, Kammerdirektor und Kreishauptmann, Rittergutsbesitzer
- Johanna Isabella Eleonore von Wallenrodt (1740–1819), Schriftstellerin
- Marthe Renate Fischer (1851–1925), Schriftstellerin